# Give U My Heart
A Give U My Heart Babyface és Toni Braxton amerikai énekesek duettje. A Boomerang című film betétdala volt. Bár ez Toni Braxton első kislemeze, egy stúdióalbumára sem került fel, csak az Another Sad Love Song kislemez egyes változataira; 2003-ban kiadott Ultimate Toni Braxton című válogatáslemeze az első albuma, melyen szerepel, ellentétben a szintén a filmzenealbumhoz felvett Love Shoulda Brought You Home című dallal, mely Braxton első albumának első kislemeze. Mindkét dalt eredetileg Anita Bakernek szánták, ő azonban nem vállalta, így esett a választás a hasonlóan mély hangú Braxtonra.

## Remixek, változatok listája
1. Give U My Heart (Album version) – 4:59
2. Give U My Heart (Album Radio Edit) – 4:05
3. Give U My Heart (Extended Remix) – 6:55
4. Give U My Heart (Instrumental) – 5:00
5. Give U My Heart (Mad Ball Mix) – 4:10
6. Give U My Heart (Remix Radio Edit) – 4:15
7. Give U My Heart (Smooth & Wet Remix) – 4:15
8. Give U My Heart (Soft Mix) – 4:02
9. Give U My Heart (Upscale R&B Remix) – 4:42

## Számlista
CD kislemez (USA)
1. Give U My Heart (Album Radio Edit) – 4:05
2. Give U My Heart (Soft Mix) – 4:02

CD maxi kislemez (USA)
1. Give U My Heart (Remix Radio Edit) – 4:15
2. Give U My Heart (Extended Remix) – 6:55
3. Give U My Heart (Smooth & Wet Remix) – 4:15
4. Give U My Heart (Upscale R&B Remix) – 4:42

CD maxi kislemez (USA)
1. Give U My Heart (Album Radio Edit) – 4:05
2. Give U My Heart (Album version) – 4:59
3. Give U My Heart (Instrumental) – 5:00

Mini CD (Japán)
1. Give U My Heart (Radio Edit)
2. Give U My Heart (Album version) – 4:59

12" maxi kislemez (Hollandia)
1. Give U My Heart (Remix Radio Edit) – 4:15
2. Give U My Heart (Mad Ball Mix) – 4:10
3. Give U My Heart (Album Radio Edit) – 4:05
4. Give U My Heart (Extended Remix) – 6:55

12" maxi kislemez (USA)
1. Give U My Heart (Extended Remix) – 6:55
2. Give U My Heart (Album Version Pumped Up) – 4:59
3. Give U My Heart (Instrumental) – 5:00
4. Give U My Heart (Remix Radio Edit) – 4:15
5. Give U My Heart (Mad Ball Mix) – 4:10
6. Give U My Heart (Smooth & Wet Remix) – 4:15
7. Give U My Heart (Upscale R&B Remix) – 4:42

## Helyezések
| Slágerlista (1992)                             | Legfelsőbb helyezés |
| ---------------------------------------------- | ------------------- |
| USA Billboard Hot 100                          | 29                  |
| USA Billboard Hot R&B/Hip-Hop Singles & Tracks | 2                   |